# تشم بلا (ديناران)
تشم بلا (بالفارسية: چم بلا) هي قرية تقع في إيران في قسم دیناران الريفي.